# Peter Simon Lamine

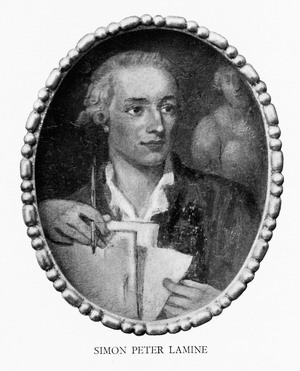
Porträt

Peter Simon Lamine (getauft 28. Oktober 1738 in Mannheim; † 1817 in München) war ein deutscher Bildhauer des Spätbarock und Klassizismus und leitete zwischen 1793 und 1804 die Mannheimer Zeichnungsakademie.
Lamine war ein Schüler des Bildhauers Peter Anton Verschaffelt. Nach seiner Ausbildung absolvierte er mit Hilfe eines Stipendiums des pfälzischen Kurfürsten Karl Theodor einen mehrjährigen Studienaufenthalt in Wien, Paris und Italien. Anfang 1771 kehrte Lamine von Rom in seine Geburtsstadt Mannheim zurück. Am 24. April 1771 erfolgte dort die Ernennung zum Hofbildhauer mit fester jährlicher  Besoldung in Höhe von 600 Gulden. In der Folgezeit schuf Lamine unter anderem zwei Sphingen (1778) für den Schwetzinger Schlossgarten sowie Grabplatten für Franz Albert Leopold von Oberndorff (1799) und Karl Benjamin List (1801). 
Weitere Werke sind die unvollendeten Skulpturen am Karlstor in Heidelberg. Als Lamines Hauptwerk gilt der lebensgroße auf einer Felsengruppe thronende Hirtengott Pan, der er in achtzehn Monate langer Arbeit für den Schwetzinger Schlossgarten schuf. 
Im Auftrag des Kurfürsten Maximilian I. nahm Lamin dieses Motiv aus dem Jahr 1774 variierend wieder auf. Der flötenspielende Pan mit Ziegenbock aus Carrara-Marmor ziert seit 1815/16 den Scheitel einer künstlichen Bodenerhebung am Ausfluss des Großen Sees unweit der Badenburg im Schlosspark Nymphenburg. 
Politische Umwälzungen führten 1804 zur Schließung der Mannheimer Zeichnungsakademie und zur Berufung Lamines nach München, wo er an der dortigen Akademie der Bildenden Künste weiterhin Bildhauerei lehrte. 